# Aedoeus marginatus
Aedoeus marginatus là một loài bọ cánh cứng trong họ Cerambycidae.